# Glenea formosana
Glenea formosana är en skalbaggsart. Glenea formosana ingår i släktet Glenea och familjen långhorningar.

## Underarter
Arten delas in i följande underarter:
- G. f. formosana
- G. f. holatripes